# Zygmunt Gołębiowski
Zygmunt Gołębiowski (ur. 3 września 1943 w Szprotawie, zm. 30 maja 1974 w Częstochowie) – polski żużlowiec.
Licencję zawodniczą otrzymał w 1966 roku, po odbyciu służby wojskowej. Przez cały okres kariery zawodniczej bronił barw klubu z Częstochowy. Był członkiem drużyny, która w cztery miesiące po jego śmierci zdobyła Drużynowe Mistrzostwo Polski w 1974 roku. Natomiast w 1973 roku został powołany do kadry narodowej, startując m.in. w meczu z Wielką Brytanią.
Zginął w dniu 30 maja 1974 roku w wypadku samochodowym w Częstochowie. Samochodem kierował wówczas jego kolega klubowy, Jerzy Bożyk, który został uznany za winnego śmierci pasażerów.